# Traveling Pulse
Traveling Pulse ist ein Jazzalbum der Formation Cloudmakers Five, einer Erweiterung des Cloudmakers Trio, bestehend aus Jim Hart, Michael Janisch und Dave Smith. Die am 10. und 11. März 2017 im Vortex Jazz Club in London entstandenen Aufnahmen erschienen 2018 auf Whirlwind Recordings.

## Hintergrund
Der Vibraphonist Jim Hart hatte mit Cloudmakers Trio zuvor drei Alben vorgelegt, AJMiLIVE #7 (2015), Abstract Forces (2014) und Live at the Pizza Express (2013, mit dem Gastmusiker Ralph Alessi), die alle bei Whirlwind Records erschienen.
Jim Hart, Michael Janisch am Kontrabass und Dave Smith am Schlagzeug arbeiteten als The Cloudmakers weiterhin mit Gastmusikern.
2017 tourten sie mit dem in Österreich geborenen, in London lebenden Gitarristen Hannes Riepler und dem französischen Saxophonisten und Klarinettisten Antonin-Tri Hoang. Das neue Quintett, das damals als Cloudmakers Trio plus Two bezeichnet wurde, spielte am 17. Januar 2017 einen der letzten Jazz-Gigs im danach geschlossenen Club Dempsey’s in Cardiff. Zwei Monate später spielte das Quintett zwei Nächte im The Vortex Jazz Club in Dalston, London, wobei dieser Auftritt am 10. und 11. März 2017 mitgeschnitten wurde. Hieraus entstand das Album Travelling Pulse als vierte Produktion der Cloudmakers, die als „Cloudmakers Five“ firmierte. Das letzte Stück des Albums, „Cycle Song (For J.T.)“, widmete Jim Hart dem 2015 verstorbenen Pianisten John Taylor.

## Titelliste
- Cloudmakers Five: Traveling Pulse (Whirlwind Recordings WR4719)[2]

1. The Past Is Another Country 10:09
2. Travelling Pulse 12:42
3. Golden 6:25
4. The Road (for Ed) 10:13
5. The Exchange 8:26
6. Cycle Song (For J.T.) 7:39

Die Kompositionen stammen von Jim Hart.

## Rezeption
Nach Ansicht von Ian Mann sei das Album ein großartiges Werk, das die Musik eines Quintetts auf dem Höhepunkt seiner Schaffenskraft dokumentiere. Die Musik sei komplex und verlange Aufmerksamkeit, bleibe aber zugänglich und sei keinesfalls befremdend. Harts Kompositionen seien intelligent und offen genug, um diesen fünf Meistermusikern viel Raum zu geben, in dem sie glänzen können. Die Art und Weise, wie sie Ideen aufeinander abprallen lassen, sei durchweg spannend und die einzelnen Soli oft umwerfend. Aber die Art und Weise, wie das Quintett als fabelhafte vielgliedrige, vielfarbige Einheit zusammenkommt, sei vielleicht der aufregendste Aspekt von allen. Diese Musiker seien echte Virtuosen, die ihre erstaunlichen Fähigkeiten in den Dienst einer großartigen Musik stellten.

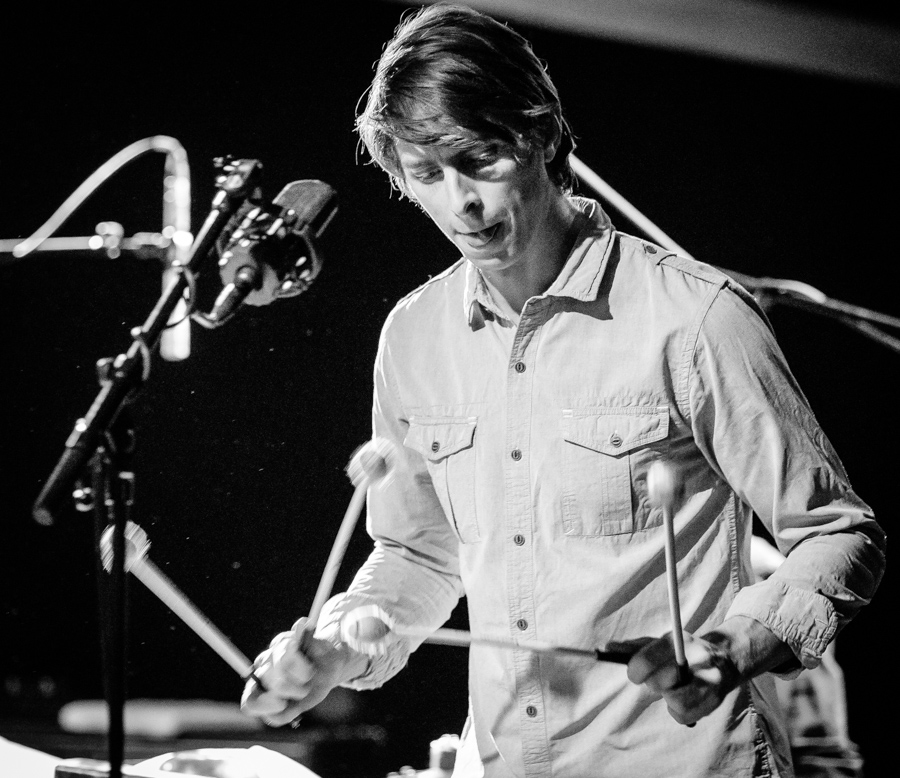
Jim Hart beim Kongsberg Jazzfestival 2017

Eddie Myer (Sussex Jazz Magazine) meinte, Hoang füge ein schrillen, sopranartigen Altsaxophon-Klang hinzu, und Rieplers steuere Terje-Rypdal-artige Echo- und Verzögerungseffekte sowie wohlüberlegte, fließende Einzelnotenläufe bei. Die Kompositionen seien breit gefächert und impressionistisch, mit viel Raum für Gruppenimprovisationen, wobei sie den offenen Sound einer auf Vibraphon basierenden Rhythmusgruppe voll ausnutzen. Auch wenn alle Stücke kraftvoll vorantreiben, sei Hart nicht wirklich daran interessiert, Melodien zu schreiben, die im Kopf haften bleiben – jedes Stück ist eher wie eine Reise zu einem unbekannten Ziel, und es sei der Entdeckergeist, der an dieser Platte so berauschend sei, das könne sich um den bereits beeindruckenden Ruf des Bandleaders erweitern.
Nach Ansicht von Roger Farbey, der das Album in All About Jazz rezensierte, schaffe es Travelling Pulse, ein Gefühl kognitiver Harmonie zu vermitteln, in dem Harts fantasievolle Arrangements nahtlos mit virtuosen Extemporierungen aller fünf Protagonisten verschmelzen. Jim Hart sei ohne Zweifel einer der besten Vibraphonisten überhaupt, und dieses Album, das in auffälligen Cover-Artworks glänze, die auf den Surrealisten René Magritte anspielen würden, markiere einen Höhepunkt in seiner Karriere.